# Marked Men – Tetovált srácok
A Marked Men – Tetovált srácok (eredeti cím: Marked Men: Rule + Shaw) 2025-ben bemutatott amerikai romantikus filmdráma, amelyet Nick Cassavetes rendezett. A forgatókönyvet Sharon Soboil írta Jay Crownover 2012-es Rule című regényének adaptációjaként. A főbb szerepekben Chase Stokes, Sydney Taylor, Alexander Ludwig, Ella Balinska és Natalie Alyn Lind látható.
Az Amerikai Egyesült Államokban 2025. január 22-én mutatták be a mozikban. Magyarországon március 13-án jelent meg a Fórum Hungary forgalmazásában.

## Cselekmény
Shaw Landon az első találkozás óta érzései vannak Rule Archer iránt. Szoros barátságuk ellenére Rule mindig is családbarátként tekintett Shaw-ra, és nem tudott a mélyebb érzelmeiről. A jómódú családból származó, orvosira készülő Shaw élete éles ellentétben áll Rule világával, aki tüzes temperamentumú tetoválóművész. Egy váratlanul meghitt éjszaka arra kényszeríti őket, hogy szembenézzenek valódi érzéseikkel, és megismerjék a különböző hátterük és családi elvárásaik összetettségét.

## Szereplők
| Szerep         | Színész           | Magyar hang    |
| -------------- | ----------------- | -------------- |
| Rule Archer    | Chase Stokes      | Márkus Sándor  |
| Shaw Landon    | Sydney Taylor     | Staub Viktória |
| Rome Archer    | Alexander Ludwig  | Gacsal Ádám    |
| Ayden Cross    | Ella Balinska     | Vida Sára      |
| Cora Lewis     | Natalie Alyn Lind | Lamboni Anna   |
| Jet Teller     | Evan Mock         | Kenéz Ágoston  |
| Nash Donavan   | Matthew Noszka    | Ágoston Péter  |
| Loren          | Hannah Kepple     | Hermann Lilla  |
| Dale Archer    | Paul Johansson    | Kőrösi András  |
| Sierra         | Daisy Jelley      | Cserna Lulu    |
| Madelyn Archer | Tonya Cornelisse  | Wégner Judit   |
| Jordynn        | Inanna Sarkis     | Nagy Katica    |

### Magyar változat
- Főcím: Egressy G. Tamás
- Magyar szöveg: Kis János
- Hangmérnök és vágó: Szabó Miklós
- Gyártásvezető: Boskó Andrea
- Szinkronrendező: Kosztola Tibor
- Produkciós vezető: Jávor Barbara

A szinkront a Direct Dub Studios készítette el.

## A film készítése
2024 novemberében bejelentették, hogy Nick Cassavetes rendezi a Marked Men című filmet, a forgatókönyvet pedig Sharon Soboil adaptálja Jay Crownover regényéből. A film zenéjét George Kallis szerezte.